# Клан Чалмерс
Клан Чалмерс (шотл. - Clan Chalmers) - один з кланів рівнинної частини Шотландії - Лоулендсу. На сьогодні клан не має визнаного герольдами Шотландії та лордом Лева вождя, тому називається в Шотландії «кланом зброєносців». 
Гасло клану: Наступати
Символ клану: голова лева

## Історія клану Чалмерс
Назва клану Чалмерс походить від французького слова Chambre так само як і посада і прізвище Чемберлен.
Вперше в історичних документах вожді клану Чалмерс згадуються в часи королів Шотландії Девіда І та Малкольма IV. Згадується Х’ю де Камера в королівських грамотах щодо власності на землю як свідок. Крім того, нащадок цього вождя - Річард де Камера згадується в грамотах короля Шотландії Вільгельма І Лева. 
В англійських документах згадуються Роберт де ла Чамбр та Вільям де ла Чамбр, що жили в 1296 році в Ланаркширі і платили податки. 
Віллмус де Камера жив у XIV столітті в Шотландії і входив до ради міста Абердина в 1399 році. Олександр Чавмір, Гілберт Чамер були на державній службі Шотландії в 1474 - 1475 роках.
Томас Чамер був громадянином міста Абердин в 1521 році. Джон Чалмір купив у 1555 році землю в місті Глазго. 
Одна з вулиць в місті Единбург називається на честь капітана Патріка Чалмерса, що жив там у 1682 році.
Клан Чалмерс володів маєтком Ґадґірт, що в Айрі понад 500 років.